# Eleonora Prowansalska
Eleonora Prowansalska (ur. ok. 1223, zm. 26 czerwca 1291) – druga córka Rajmunda Berenguera IV, hrabiego Prowansji i Beatrycze Sabaudzkiej. Królowa Anglii jako żona Henryka III Plantageneta.
Miała trzy siostry i wszystkie one zostały królowymi. Jej starszą siostrą była Małgorzata Prowansalska, królowa Francji jako żona Ludwika IX Świętego. Jej młodszymi siostrami były: Sancza Prowansalska, żona Ryszarda, earla Kornwalii, antykróla Niemiec, i Beatrycze Prowansalska, królowa Sycylii jako żona Karola I Andegaweńskiego.

## Życie prywatne
Eleonora urodziła się w Aix-en-Provence, prawdopodobnie w 1223. 13 stycznia 1236 poślubiła króla Henryka III (1207–1272). Para młoda po raz pierwszy spotkała się podczas ceremonii ślubnej w katedrze w Canterbury. Ich dziećmi byli:
- Edward I Długonogi (17 czerwca 1239 – 7 lipca 1307), król Anglii
- Małgorzata (29 września 1240 – 26 lutego 1275), żona Aleksandra III, króla Szkocji
- Beatrycze (25 czerwca 1242 – 24 marca 1275), żona Jana II, księcia Bretanii
- Edmund Crouchback (16 stycznia 1245 – 5 czerwca 1296), 1. hrabia Lancaster
- Ryszard (ok. 1247 – przed 1256), istnienie niepewne
- Jan (ok. 1250 – przed 1256), istnienie niepewne
- Wilhelm (ok. 1251 – przed 1256), istnienie niepewne
- Katarzyna (25 listopada 1253 – 3 maja 1257)
- Henryk (ok. 1256 – ok. 1257), istnienie niepewne

Eleonora była prawdopodobnie najbardziej przywiązana do swojego najstarszego syna Edwarda. Kiedy był on śmiertelnie chory w 1246, Eleonora czuwała przy nim przez trzy tygodnie w Beaulieu – o wiele dłużej niż dopuszczały to przepisy. Dzięki swojemu wpływowi na męża, w 1249 Eleonora zapewniła synowi księstwo Gaskonii. Kiedy jednak jej najmłodsze dziecko – Katarzyna cierpiało na jakąś genetyczną, nieuleczalną chorobę, i kiedy zmarła w wieku 4 lat, oboje jej rodzice pogrążyli się w szczerym żalu.

## Królowa Anglii
Eleonora była zaufaną małżonką dla Henryka III, jednak razem z nią na królewski dwór przyjechało jej wielu „kuzynów” (nazywanych Savoyards). Jej wpływ na króla oraz jej niepopularność wśród baronów spowodowały liczne tarcia podczas rządów Henryka III. 13 lipca 1263 Eleonora płynęła swoją barką w dół Tamizy, kiedy została zaatakowana przez Londyńczyków. Obawiając się o życie królowej, burmistrz miasta – Thomas FitzThomas, uratował ją i ukrył w domu biskupa Londynu.
Eleonora nie poddawała się łatwo, po przegranej bitwie pod Lewes w maju 1264 roku, w wyniku której władza Henryka III została mocno ograniczona, ich syn Edward został zakładnikiem Szymona de Montfort, zebrała potężne siły inwazyjne we Flandrii. Kiedy ten plan się nie powiódł, uczyniła z Gaskonii swoją bazę z której prowadziła z wielką zręcznością ofensywę dyplomatyczną przeciwko Szymonowi z Montfort. Jej zabiegi przyczyniły się do zwycięstwa wojsk królewskich w bitwie pod Evesham w sierpniu 1265 roku, po którym Eleonora wróciła do Anglii.
W 1272 Henryk III zmarł, a 33-letni Edward został Edwardem I, królem Anglii. Eleonora otrzymała tytuł królowej wdowy i zajęła się wychowywaniem kilkorga swoich wnuków (syna Edwarda – Henryka i jego córki – Eleonory, oraz syna Beatrice – Jana). Kiedy jej wnuk Henryk zmarł w 1274, Eleonora bardzo mocno go opłakiwała, a jego serce pochowano w klasztorze w Guildford, który ufundowała dla uczczenia pamięci wnuka. Sama królowa wstąpiła do klasztoru w Amesbury, ale pozostała w kontakcie z ukochanym synem i swoją siostrą Małgorzatą. Zmarła w 1291 w Amesbury.